# 2025년 대한민국 산불
2025년 대한민국 산불은 2025년 3월 대한민국 영남 지방과 충청 지방, 호남 지방에서 발생한 여러 산불을 총칭한다. 2025년 3월 대한민국에서 발생한 산불은 역대 최대 규모의 산불이자 가장 큰 피해를 남긴 산불로 기록되었다. 소실된 면적은 약 104,788ha (1047km²)로 이는 서울의 1.7배에 달하는 면적이며 32명의 사망자가 생겼다.
평년보다 고온건조한 환경과 더불어 실화 등으로 인한 사람의 직접적인 발화로 발생하였으며, 강풍이 불어닥치는 악조건 속에서 진화가 어려워 큰 규모로 번졌다. 여러 산불 가운데 3월 21일 경상남도 산청군에서 발생한 산청 산불과, 경상북도 의성군에서 발생하여 경상북도 북부로 크게 번진 경상북도 산불이 가장 큰 규모의 산불로 기록되었다.
이 산불로 2025년 5월 15일 기준 32명이 사망하고 부상자가 54명 발생했다. 또 산불로 인한 피해면적은 역대 최고를 기록하였으며, 경상북도를 중심으로 한 문화유산에도 영향을 끼쳐 고운사와 안동 만휴정 원림은 완전히 소실되었고 울주 목도 상록수림 등이 피해를 입었다. 대한민국 정부와 각 지자체는 3월 22일부터 산림청이 주도하는 소화 작업과 더불어, 지속적으로 산불에 대한 재난 알림을 발송하고, 주민 대피를 지휘하는 등의 대응에 나섰다.

## 배경

### 원인
2025년 산불은 3월 기상환경이 평년보다 고온건조한 것에서 기인하였다. 2025년 3월 24일자 전국 강수량은 77.8mm로 평년 동시기 강수량 (108.2mm)의 71.9%에 그쳤으며, 대구경북과 부산울산경남은 각각 65%, 52.5%에 그쳤다.
건조한 환경과 함께 산불의 확산에 기여한 것은 강풍으로, 편서풍이 백두대간을 넘으면서 고온건조한 바람으로 변하는 것이 원인으로 지적된다. 특히 경사가 가파르고 골짜기가 많은 경북 지역에서는 강한 풍속의 국지풍이 발생하는 원인이 되었다. 특히 3월 25일 의성-안동 산불로 피해를 본 청송군의 최대순간풍속은 25.1m/s, 영덕군은 25.4m/s, 안동시는 19.7m/s를 기록하였다.
산불의 직접적인 원인으로는 자연발화가 아닌 사람의 의한 것으로, 의성-안동 산불은 성묘객의 실화로 추정되었고, 김해 산불 역시 묘지를 관리한 뒤 과자봉지를 소각하는 과정에서 불이 번진 것으로 신고가 접수되었다. 산청 산불은 예초기로 인한 불씨가 튄 것이 원인으로 지목됐다.

## 산불 목록
아래는 소방 대응 단계 1단계 이상이 발령된 산불 목록이다.
| 이름                  | 최초 발화 위치               | 발생일시                  | 진화일시                  | 대응 단계 | 소실 면적 | 비고                     |
| --------------------- | ---------------------------- | ------------------------- | ------------------------- | --------- | --------- | ------------------------ |
| 2025년 청도 산불      | 경상북도 청도군 운문면       | 2025년 3월 14일 10시 48분 | 2025년 3월 14일 17시 30분 | 2단계     | 48.34ha   | [ 5 ] [ 6 ]              |
| 2025년 사천 산불      | 경상남도 사천시 곤명면       | 2025년 3월 20일 14시 45분 | 2025년 3월 20일 21시 00분 | 1단계     | 33ha      | [ 7 ]                    |
| 2025년 산청 산불      | 경상남도 산청군 시천면       | 2025년 3월 21일 15시 26분 | 2025년 3월 30일 13시      | 3단계     | 1,858ha   | [ 5 ] [ 8 ] [ 9 ] [ 10 ] |
| 2025년 의성-안동 산불 | 경상북도 의성군 안평면       | 2025년 3월 22일 11시 24분 | 2025년 3월 28일 17시 15분 | 3단계     | ≥45,157ha | [ 5 ] [ 11 ]             |
| 2025년 울주 산불      | 울산광역시 울주군 온양읍     | 2025년 3월 22일 12시 12분 | 2025년 3월 27일 20시 20분 | 3단계     | 886ha     | [ 5 ] [ 12 ]             |
| 2025년 한림 산불      | 경상남도 김해시 한림면       | 2025년 3월 22일 14시 02분 | 2025년 3월 25일 09시 00분 | 2단계     | 97ha      | [ 13 ]                   |
| 2025년 옥천 산불      | 충청북도 옥천군 청성면       | 2025년 3월 23일 11시 53분 | 2025년 3월 25일 18시 30분 | 2단계     | 39.61ha   | [ 14 ] [ 15 ]            |
| 2025년 고창 산불      | 전북특별자치도 고창군 성내면 | 2025년 3월 25일 14시 12분 | 2025년 3월 25일 23시 03분 | 1단계     | 6.3ha     | [ 16 ]                   |
| 2025년 당진 산불      | 충청남도 당진시 순성면       | 2025년 3월 25일 15시 48분 | 2025년 3월 25일 16시 44분 | 1단계     | 집계 중   | [ 17 ]                   |
| 2025년 달성 산불      | 대구광역시 달성군 옥포읍     | 2025년 3월 26일 19시 29분 | 2025년 3월 27일 08시 00분 | 1단계     | 8ha       | [ 18 ]                   |
| 2025년 부남 산불      | 전북특별자치도 무주군 부남면 | 2025년 3월 26일 21시 22분 | 2025년 3월 27일 22시 00분 | 2단계     | 93ha      | [ 19 ]                   |
| 2025년 대구 산불      | 대구광역시 북구 서변동       | 2025년 4월 6일 15시 12분  | 2025년 4월 6일 16시 10분  | 1단계     | 집계 중   | [ 20 ]                   |
| 2025년 하동 산불      | 경상남도 하동군 옥종면       | 2025년 4월 7일 12시 05분  | 2025년 4월 8일 12시 00분  | 1단계     | 63ha      | [ 21 ]                   |
| 2025년 대구 북구 산불 | 대구광역시 북구              | 2025년 4월 28일 15시 00분 |                           | 2단계     | 260ha     | [ 22 ]                   |

## 경과

### 3월 14일~3월 20일
2025년 3월 14일 오전 10시 48분경 경상북도 청도군에서 산불이 발생, 당국은 오전 11시 40분경 산불 대응 1단계를, 이어 오후 3시 20분경 산불 대응 2단계를 발령하고 헬기 27대와 차량 30대, 인력 200여명을 투입하여 진화작업을 벌인 끝에 오후 5시 30분에 진화되었다.
3월 20일 오후 2시 45분경 경상남도 사천시 곤명면의 야산에서 산불이 발생, 대한민국 산림청은 오후 3시 35분경 산불 1단계를 발령, 진화 헬기 25대와 차량 35대, 인력 555명을 투입하여 진화작업을 벌인 끝에 오후 9시쯤 진화되었다. 인명 피해는 발생하지 않았으며, 산불 영향구역은 약 33㏊로 추정되었다.

### 3월 21일

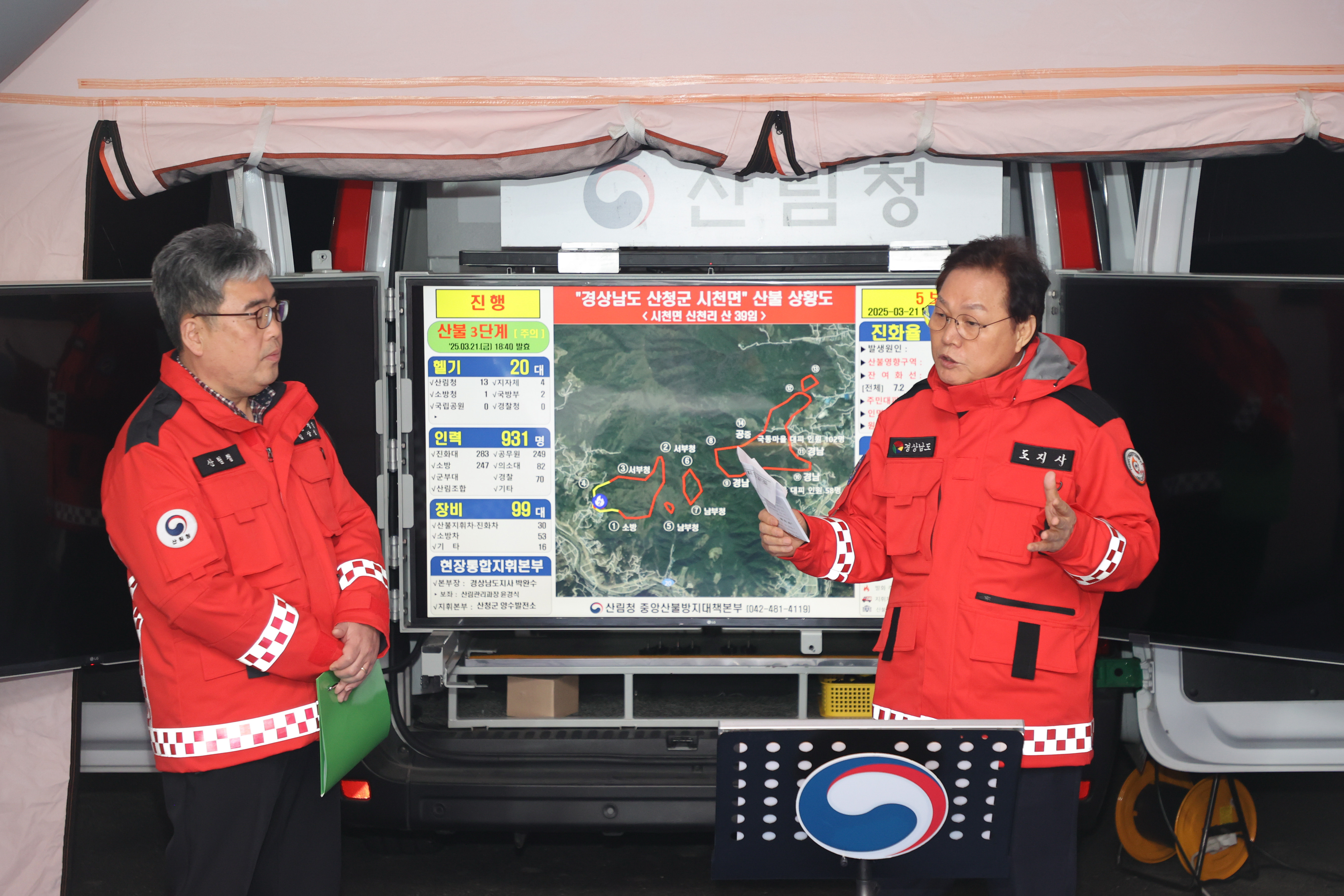
산청에서 산불현장통합지휘본부 회의를 주재하고 있는 경남도지사 박완수(3월 21일)

3월 21일 오후 3시 26분경 경상남도 산청군에서 산불이 발생하여 산림청은 오후 6시 40분경 2025년 첫 산불 3단계를 발령하였다. 대한민국 대통령 권한대행 겸 경제부총리 최상목은 "산불 조기 진화에 최선을 다하라"는 긴급 지시를 내렸다.
3월 22일 11시 기준, 산청 산불 진화율은 70%였다. 산림당국은 해가 뜨면서 순차적으로 헬기 43대와 차량 등 장비 121대, 인력 1,365명 등 가용 가능한 인력과 장비를 총동원하여 진화 작업에 돌입하였다. 진화 헬기가 불을 끄기 위해 동원한 이동식 저수조에는 산불지연제를 희석하여 산불 주능선에 집중 살포하였다.
하지만 오후 들어 바람이 오전 대비 최소 3배 이상 강해지고, 기온이 오르고 습도가 떨어짐에 따라 오후 6시 기준 진화율이 35%로 떨어졌다. 산불영향구역도 290ha에서 503ha로 크게 넓어졌다. 오후 4시쯤 시천면 최초 발화 지점에서 직선거리로 약 9㎞ 산청 단성면 자양마을 인근 산에도 불이 붙었다. 산청군은 오후 4시 30분경 시천면 마을 전체와 단성면의 자양·당산 마을 주민 등에게 긴급 재난 문자를 발송하였다. 오후 6시까지 산청 7개 마을 주민 263명이 한국선비문화연구원으로 대피하였다.
또한 대한민국 대통령 권한대행을 맡은 최상목이 산불 현장을 방문해 진화 상황을 점검하였다.

### 3월 22일

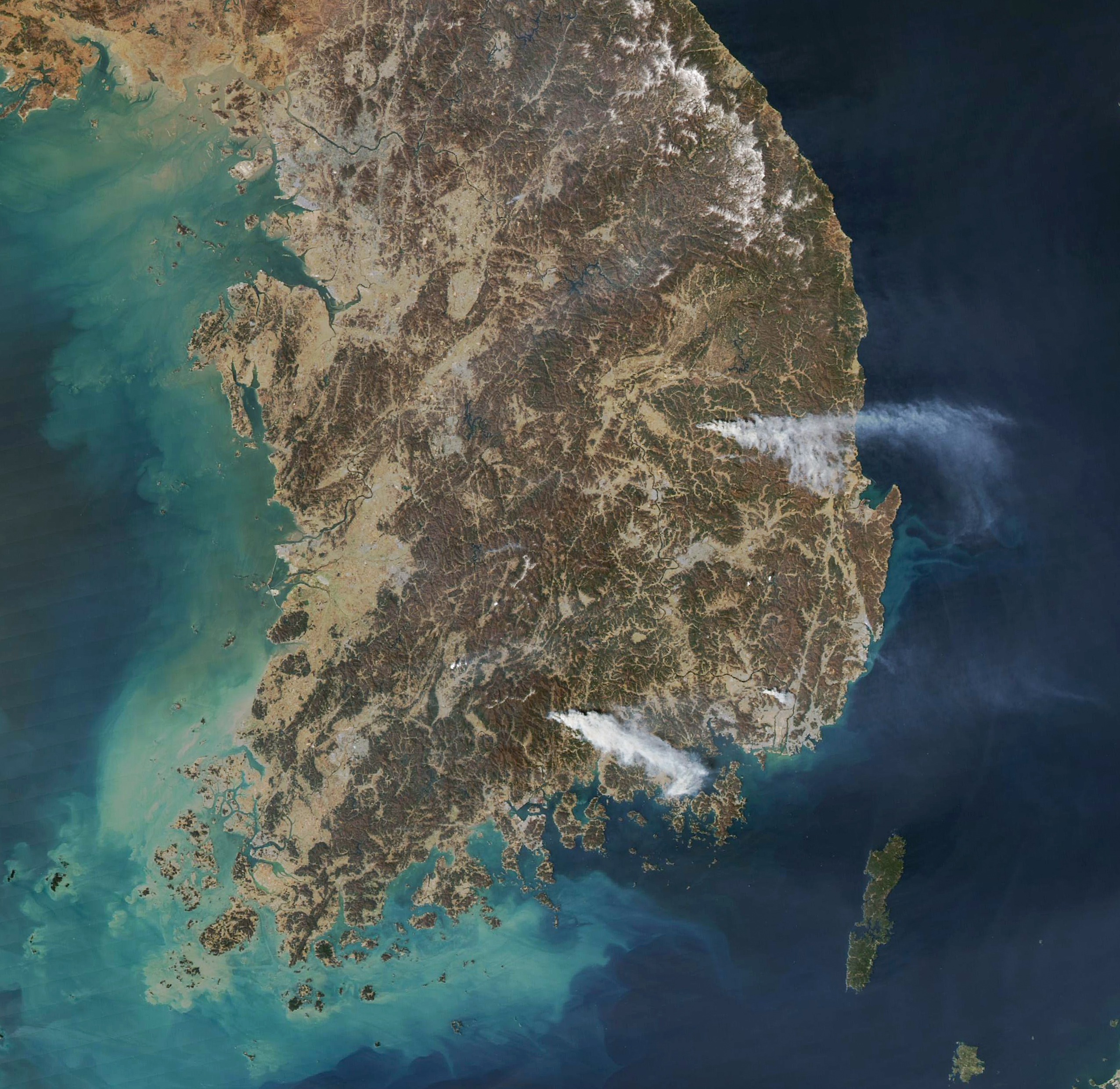
2025년 3월 22일 미국 항공우주국의 위성 아쿠아가 촬영한 한반도 위성 사진

3월 22일 오전 11시 25분경 경상북도 의성군 안평면 괴산리에서 산불이 발생, 오후 2시 10분경 산불 3단계가 발령되었다. 산림당국은 진화헬기(산림청 9대, 지자체 17대, 소방 2대 등) 28대, 산불진화장비 36대, 산불진화대원 375명을 긴급 투입하였다. 한국전력은 오후 1시 40분경 안계변전소∼의성변전소 구간에 있는 송전철탑 55기 가운데 20기에 대한 전력공급을 중단했다.
한편 3월 22일 오후 12시 12분경, 울산광역시 울주군 온산읍 운화리 야산에서 불이 났다. 산불 발생으로 화재 현장과 인접한 부산울산고속도로 온양나들목 인근 양방향 도로 통행이 통제되었으며 안전 안내 문자가 발송되었다. 오후 3시 30분에는 충청·호남·영남지역의 산불재난 국가위기경보가 '심각' 단계로 상향되었다.

### 3월 23일
오후 4시 3분 울산광역시 울주군 목도(目島)에서 화재가 발생하여 1시간 50여분 만에 진화했다.

### 3월 24일
오후3시 서산영덕고속도로 점곡휴게소 (영덕방향)가 산불로 피해를 입었다. 그리고 산불이  경상북도 안동시 길안면 현하리 야산으로 번졌다.
대한민국 국무총리 한덕수(대한민국 대통령 권한대행)가 산불현장통합지휘본부를 방문해 산불 대응 상황을 점검했다.

### 3월 25일
울산광역시 울주군 언양읍 송대리에서 산불이 발생하여 1단계가 발령되었다.
의성에서는 불교 사찰인 고운사가 산불로 인해 완전히 소실됐다.
국가유산청은 전국에 국가유산 재난 국가위기 경보 '심각'을 발령했다.
청송군에서 60대 여성이 산불에 소사되어있는 것을 발견되었다.

### 3월 26일
3월 26일 국가 보물로 지정된 고운사 연수전이 산불로 소실되었다.
경상남도 산청군 강풍으로 지리산국립공원 200ｍ 앞까지 불길이 확산했다.
충청북도 영동군 한 야산에서 1시간만에 산불을 진화했다.
오후 7시 29분에는 대구광역시 달성군 함박산에서 산불이 발생, 인력 79명을 동원해 진화작업에 나섰다. 달성군 측은 화원읍과 옥포읍 인근 주민과 등산객에게 대피해 달라는 긴급재난문자를 발송하였다. 오후 9시 22분에는 전북특별자치도 무주군 부남면의 야산에서도 산불이 발생했다는 신고가 접수되면서 대티, 유동, 대소, 율소마을을 대상으로 대피 문자가 발송되었다.
경상북도 의성에서는 산불을 진화 작업을 하던 헬리콥터가 추락해 조종사 1명이 사망하는 사고가 발생했다.

### 3월 27일
경기도 화성시 비봉면 정상 덱에 인화물질이 흩뿌려진 채 경찰이 발견하여 수사에 나섰다.

### 3월 28일
2025년 의성-안동 산불의 주불 진화가 최초 발화 후 149시간만에 완료되었다.

## 영향

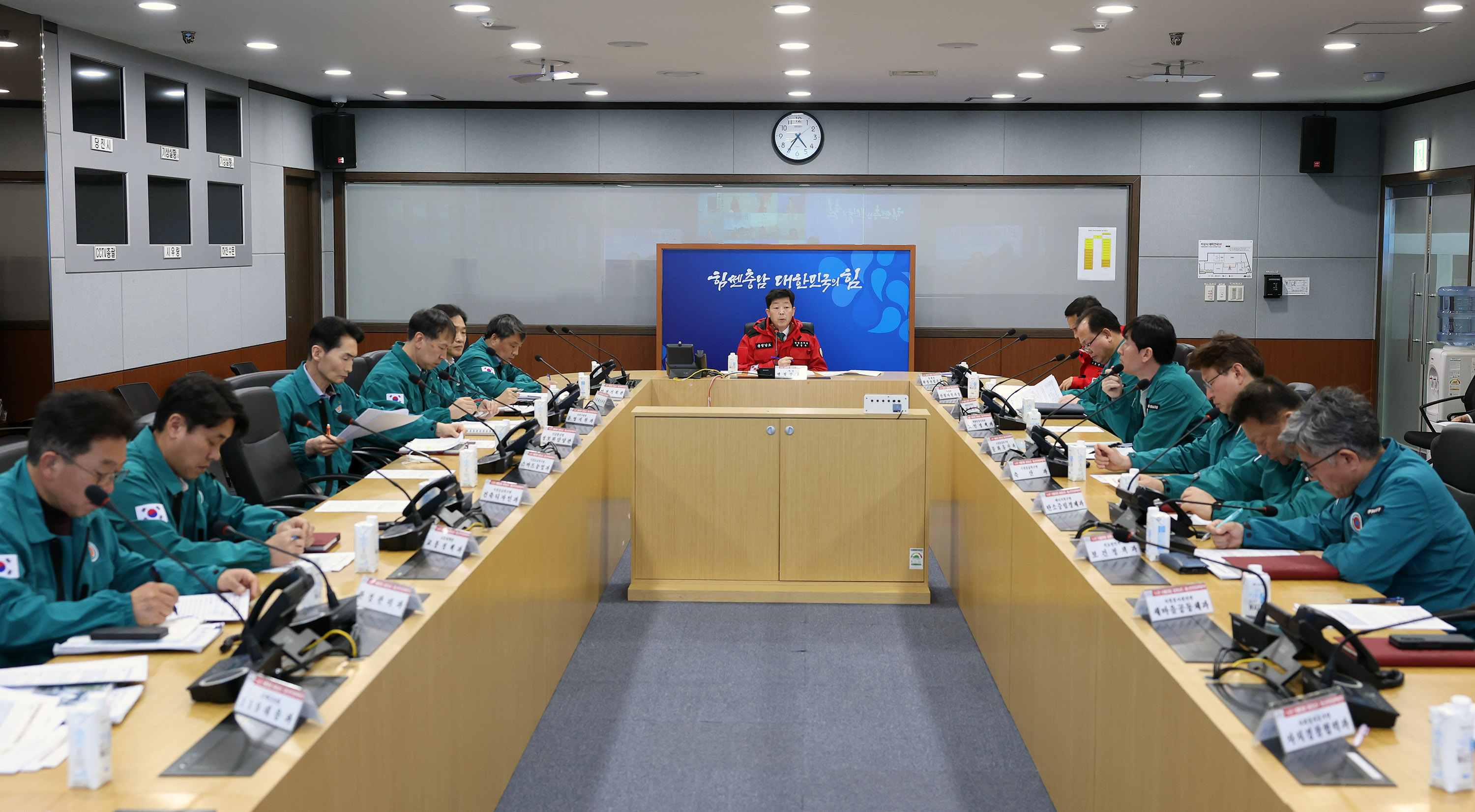
도·시군 긴급 점검회의 (2025년 3월 25일 충청남도청)

소방 작전에는 약 1,600명의 인력, 35대의 헬리콥터, 그리고 다수의 지상 차량이 투입되었다. 최상목은 관계 부처에 가용한 모든 자원을 동원해 진화 작업을 진행하도록 지시했다. 정부는 경상북도, 경상남도, 울산 지역을 재난 지역으로 공식 선포하여 추가 긴급 자원 및 지원 조치를 가능하게 했다. 또한 피해 지역을 위해 특별 재난 안전 보조금 26억 원을 지급할 계획이며, 산청군의 피해 주민들에게는 재난 구호 기금 5,000만 원을 지원하겠다고 밝혔다.
대한민국 정부는 소속 공무원의 25% 이상을 동원하고, 해당 지역 공무원의 50% 이상을 비상 대기 상태로 배치했다. 화재 경보가 '심각' 단계로 지정된 지역에서는 군의 사격 훈련이 중단되었으며, 산림 출입 허가가 취소되었다. '경계' 단계로 지정된 지역에서는 소속 공무원의 6분의 1 이상이 동원되었고, 지역 공무원의 3분의 1 이상이 비상 대기 상태로 배치되었다.
이번 화재로 인해 피해 지역 15개 마을에서 주민 대피가 이루어졌다. 산청군에서는 산불이 주변 산지에서 주거 지역으로 확산되면서 260명의 주민이 임시 대피소로 이동했으며, 의성군에서는 500명이 대피했고, 김해시에서도 수십 명의 주민이 대피했다. 울산 울주군에서 발생한 산불로 인해 약 80명의 주민이 긴급 대피해야 했다. 이와 함께 울산과 부산을 연결하는 주요 도로를 비롯한 동남권의 여러 고속도로와 철도 구간이 통제되었다.

## 피해

### 인명 피해
3월 25일 19시 청송군에서 60대 여성이 대피 중 사망한 것을 기점으로, 23시경 4명이 불에 타 사망한 채로 발견, 실버타운에서 대피하던 차량이 폭발하며 3명이 사망,  3월 26일엔 사망자 14명이 추가로 발견되었고, 그 중 1명은 진화작업 중 헬기가 추락해 사망하였다.
3월 26일 기준 사망자의 발생지역은 영덕군 (8명), 영양군 (6명), 안동시 (4명), 청송군 (3명)이며 대다수 연령대는 60대~80대 고연령층으로 조사됐다. 대부분은 집에서 빠져나오지 못했거나 지자체의 대피명령을 듣고 안전한 곳으로 이동하다 불길에 사로잡힌 것으로 밝혀졌다. 이 과정에서 실시간으로 불길이 바뀌는 데 따른 긴급재난문자의 부정확한 정보 전달이나, 넓은 지역에 인력 부족으로 대피가 원활히 이뤄지지 못한 점이 지적되었다.
- 3월 25일 19시, 청송군에서 60대 여성이 트럭을 타고 대피하던 중 불에 타 사망했다.
- 비슷한 시각, 영덕군 영덕읍 매정1리에서 80대 부부 2명이 집 앞 내리막길에서 불에 타 사망했다.
- 3월 25일 21시에는 영덕읍 매3정리 해맞이실버타운에서 직원과 입소자들이 대피하던 중 승용차에 불이 붙어 폭발해 3명이 사망했다.
- 3월 25일 23시에는 영양군 석보면에서 3명이 사망한 채 발견되었다.
- 3월 26일 9시, 축산면 대곡리에서 1명이 매몰되어 사망했다.
- 3월 26일 15시, 대곡리에서 주택 현관 앞에서 불에 탄 사망한 1명이 발견되었다.
- 석보면 포산리에서 대피 중 차량이 전복되어 고립자들을 구하러 가던 마을 이장과 일가족 3명이 사망하고 1명이 다쳤다.
- 화매리에서는 80대와 60대 여성 2명이 불길을 피하지 못한 채 숨졌다. 같은 면에서 또 다른 80대 여성 1명의 사망도 확인됐다.
- 안동시에선 주택 마당에서 70대 여성 1명이 사망했다.
- 진보면에서 80대 치매 노인이 실종되었다.
- 26일 오전 6시 경 임하면 주택에서 80대 남성이 숨진 채 발견되었다. 그리고 그 주변에서 그 부인의 것으로 보이는 뼛조각이 발견되었다.
- 26일 13시, 의성군 신평면 교안리에 진화 헬기HL9313 기체가 추락해 70대 남성 조종사가 사망했다.[54]

### 문화유산 피해
- 고운사
- 고운사 연수전
- 청송 만세루

### 교통 및 인프라 피해

#### 도로
- 서산영덕고속도로 점곡휴게소 양방향 전소[55]
- 서산영덕고속도로 북의성 나들목 ~ 영덕 나들목 구간 차단됨

#### 철도
- 중앙선 안동역 ~ 경주역 구간 운행중지[56]